# Nassuttooq

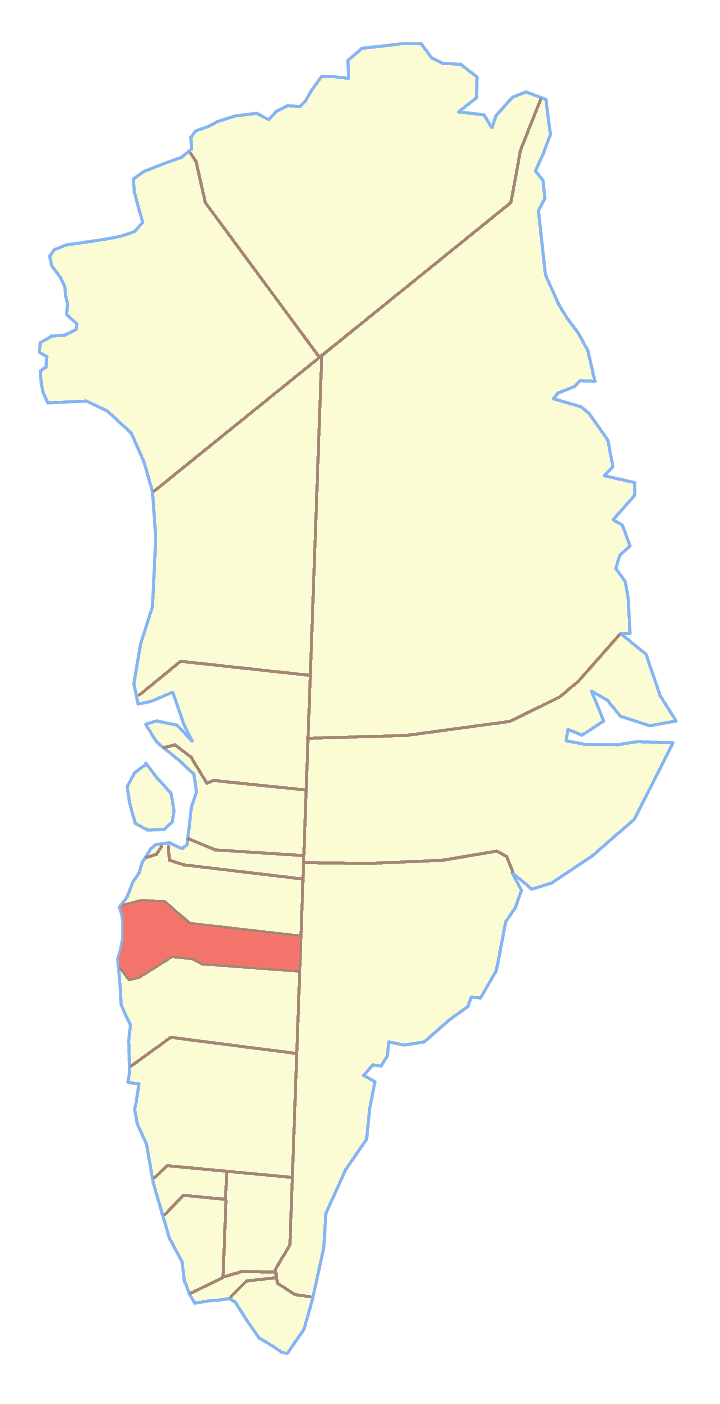
Ex comune di Sisimiut, dove si trovava il Nassuttooq

Il Nassuttooq (o Nagssugtôq, danese Nordre Strømfjord) è un fiordo della Groenlandia di 190 km. Si trova a 67°47'N 52°30'O; è situato tra il comune di Qeqertalik e quello di Qeqqata.